# Inti
|  | Per a altres significats, vegeu «Inti (desambiguació)». |

Bandera del Perú enarborada per l'almirall Miller l'octubre de 1820 amb l'Inti al centre.

En la mitologia inca Inti era el déu Sol.
Els quítxues de l'Imperi Inca tenien el Déu Sol al primer esglaó de l'escalafó celeste, amb el nom sagrat d'Inti, encara que més tard va anar evolucionant cap a una personalitat més complexa i universal, que va acabar per absorbir la divinitat sense nom de la creació, per donar pas a Viracocha, una abreviatura al nom complet del Déu Apu-Kon-Tiki-Uira-Cotxa, que és, per antonomàsia, la definició total del seu poder omnímode, ja que aquest nom no és sinó l'enumeració dels seus poders (suprem ésser de l'aigua, la terra i el foc) sobre els tres elements en què es va basar la creació de l'Univers.
Aquest nou i molt més poderós Déu del Sol no estava sol al seu regne, l'acompanyava la seva esposa -i germana, com correspon a un inca-, la Lluna, en igualtat de rang en la cort celestial, sota el nom de Mama Quilla.
Al Sol se'l representava amb la forma d'un el·lipsoide d'or en el qual també podien aparèixer els llamps com un altre dels seus atributs de poder, i la Lluna tenia la forma ritual d'un disc de plata.
Inti, com a creador, era adorat i era reverenciat, però a ell també s'acudia a la recerca del seu favor i de la seva ajuda, per a resoldre els problemes i alleugerir les necessitats, ja que només ell podia fer néixer les collites, guarir la malaltia i donar la seguretat que l'ésser humà anhela.
A Mama Quilla estava adscrit el fervor religiós de les dones i eren elles les qui formaven el nucli de les seves fidels seguidores, ja que ningú millor que Quilla podia comprendre llurs desitjos y temors, i donar-les l'empara cercada.